# Flight Attendant
"Flight Attendant" is een nummer van de Amerikaanse singer-songwriter Josh Rouse uit 2003. Het nummer staat op het album 1972 uit 2003.

## Achtergrond
Flight Attendant is geschreven door Josh Rouse en geproduceerd door Brad Jones. Ondanks dat het niet als single is uitgebracht, is het het meest populaire nummer van Rouse. Deze populariteit heeft het lied vergaard doordat het onderdeel is van de soundtrack van de film Eat Pray Love uit 2010. Hierover vertelde Rouse later dat hij geen idee had waarom precies dit nummer goed voor een film zou zijn. Het lied is ontstaan nadat Rouse tijdens zijn reizen realiseerde dat veel stewards homoseksueel zijn, waarna hij ging nadenken wat het verhaal van een van deze stewards zou kunnen zijn. Dit verhaal is vervolgens beschreven in de tekst van het nummer. 